# Miss Sudáfrica 2024
Miss Sudáfrica 2024 (en inglés: Miss South Africa 2024) fue la 66.ª edición del concurso Miss Sudáfrica. Se llevó a cabo en el SunBet Arena en Pretoria (Sudáfrica) el 10 de agosto de 2024.
Al final del evento, Natasha Joubert de Gauteng coronó a Mia le Roux del Cabo Occidental como Miss Sudáfrica 2024. Le Roux  no pudo representar a Sudáfrica en Miss Universo 2024 en México el 16 de noviembre de 2024. .debido a problemas de salud.
LE ROUX Es la primera mujer sorda en ganar el título de Miss Sudáfrica.
El concurso fue presentado por Bonang Matheba. Jesse Clegg, Kamo Mphela, Zoë Madiga, Lebo Mashile actuaron en el concurso de este año.

## Resultados
| Posición            | Candidata                                                                                      |
| ------------------- | ---------------------------------------------------------------------------------------------- |
| Miss Sudáfrica 2024 | - Cabo Occidental - Mia le RouxNo participó                                                    |
| Primera finalista   | - Gauteng - Nompumelelo Maduna                                                                 |
| Segunda finalista   | - Noroeste - Onalenna Constantin                                                               |
| Top 5               | - Gauteng - Layla Zoubair - Gauteng - Ontshiametse Tlhopane                                    |
| Top 7               | - Gauteng - Taahira Katz - Gauteng - Kirsten Khan                                              |
| Top 10              | - Mpumalanga - Kebalepile Ramafoko - KwaZulu-Natal - Lebohang Khoza - Gauteng - Palesa Lombard |

## Crown Chasers

### Top 16
Estas 16 fueron seleccionadas y por lo tanto avanzaron en la competencia en el Episodio 1 de Crown Chasers.
| Candidata                   | Edad | Estado    | Provincia       | Ciudad natal     | Final      | Posición  |
| --------------------------- | ---- | --------- | --------------- | ---------------- | ---------- | --------- |
| Kebalepile Ramafoko         | 25   | Finalista | Mpumalanga      | Emahlaleni       | —          | —         |
| Kirsten Khan                | 26   | Finalista | Gauteng         | Johannesburg     | —          | —         |
| Layla Zoubair               | 29   | Finalista | Gauteng         | Kempton Park     | —          | —         |
| Lebohang Khoza              | 27   | Finalista | KwaZulu-Natal   | Pietermaritzburg | —          | —         |
| Mia le Roux                 | 28   | Finalista | Cabo Occidental | Oudtshoorn       | —          | —         |
| Nompumelelo Maduna          | 28   | Finalista | Gauteng         | Soweto           | —          | —         |
| Onalenna Constantin         | 26   | Finalista | Noroeste        | Potchefstroom    | —          | —         |
| Ontshiametse Tlhopane       | 23   | Finalista | Gauteng         | Soweto           | —          | —         |
| Palesa Lombard              | 25   | Finalista | Gauteng         | Johannesburgo    | —          | —         |
| Taahira Katz                | 25   | Finalista | Gauteng         | Eldorado Park    | —          | —         |
| Chidimma Adetshina          | 23   | Se retiró | Gauteng         | Soweto           | Episodio 6 | 11.ª      |
| Lethaukuthula Ayanda Maseko | 24   | Eliminada | Gauteng         | Daveyton         | Episodio 5 | 12.ª-13.ª |
| Nobuhle Langa               | 26   | Eliminada | Mpumalanga      | Emahlaleni       | Episodio 5 | 12.ª-13.ª |
| Nolene Spinks               | 23   | Eliminada | Cabo Oriental   | Gqeberha         | Episodio 4 | 14.ª      |
| Naledi Matlakala            | 24   | Eliminada | Gauteng         | Midrand          | Episodio 3 | 15.ª      |
| Reinette Potgieter          | 26   | Eliminada | Mpumalanga      | Trichardt        | Episodio 2 | 16.ª      |

### Tabla de eliminación
| Nompumelelo Maduna          |  | Ganadora  | Ganadora  | Alta      | Alta       | 2.ª       |  |  |
| Layla Zoubair               |  |           | Alta      |           |            | 5.ª       |  |  |
| Mia le Roux                 |  | Alta      | Baja      | Ganadora  | Ganadora   | 1.ª       |  |  |
| Lebohang Khoza              |  |           |           | Baja      |            | 10.ª      |  |  |
| Onalenna Constantin         |  |           | Alta      | Alta      | Alta       | 3.ª       |  |  |
| Ontshiametse Tlhopane       |  |           |           |           |            | 4.ª       |  |  |
| Palesa Lombard              |  |           |           |           |            | 8.ª       |  |  |
| Taahira Katz                |  | Ganadora  |           |           |            | 6.ª       |  |  |
| Kebalepile Ramafoko         |  |           |           | Baja      |            | 9.ª       |  |  |
| Kirsten Khan                |  | Baja      |           |           |            | 7.ª       |  |  |
| Chidimma Adetshina          |  |           |           |           | Baja       | Se retiró |  |  |
| Lethaukuthula Ayanda Maseko |  |           |           |           | Eliminadas |           |  |  |
| Nobuhle Langa               |  |           |           |           | Eliminadas |           |  |  |
| Nolene Spinks               |  | Baja      | Baja      | Eliminada |            |           |  |  |
| Naledi Matlakala            |  |           | Eliminada |           |            |           |  |  |
| Reinette Potgieter          |  | Eliminada |           |           |            |           |  |  |

Colores clave
     La candidata fue elegida por los jueces como ganadora del episodio.
     La candidata estuvo entre las tres primeras del episodio, pero no fue la ganadora.
     La candidata pasó al siguiente episodio, sin estar entre las tres primeras ni las tres últimas.
     La candidata estuvo entre las tres últimas del episodio, pero no fue eliminada.
     La candidata fue eliminada de la competencia.
     La candidata se retiró de la competencia.
     La candidata fue seleccionada como finalista de Miss Sudáfrica 2024.
     La candidata fue elegida como ganadora del episodio y seleccionada como finalista de Miss Sudáfrica 2024.
     La candidata estuvo entre las tres últimas del episodio y fue seleccionada como finalista de Miss Sudáfrica 2024.

## Top 30
Las 30 semifinalistas fueron anunciadas el 22 de mayo y avanzarán al top 16. Las que no avanzaron fueron:
| Candidata                     | Edad | Provincia     | Ciudad natal  |
| ----------------------------- | ---- | ------------- | ------------- |
| Andrea Morrison               | 25   | KwaZulu-Natal | Durban        |
| Danae Kukard                  | 24   | Cabo Oriental | East London   |
| Demoivre Bjalane              | 26   | Limpopo       | Monsterlus    |
| Denechia Lowings              | 24   | Gauteng       | Centurion     |
| Felicia Modupe Lutendo Bajomo | 27   | Limpopo       | Thohoyandou   |
| Janeke van Tonder             | 23   | Estado Libre  | Hennenman     |
| Johaneske Pelzer              | 23   | Noroeste      | Potchefstroom |
| Kayla Wagg                    | 22   | Gauteng       | Johannesburgo |
| Kaylan Zeelie                 | 21   | Cabo Oriental | Uitenhage     |
| Madri van Jaarsveld           | 27   | Gauteng       | Boksburg      |
| Nokulunga Zungu               | 29   | KwaZulu-Natal | Umlazi        |
| Shané Maloney                 | 20   | Gauteng       | Pretoria      |
| Sherry Wang                   | 29   | Gauteng       | Sandton       |
| Sinenhlanhla Mthethwa         | 23   | KwaZulu-Natal | Richards Bay  |

## Jurado

### Semifinales
- Leandie du Randt, actriz y personalidad de televisión[15]
- Lerato Kganyago, personalidad de los medios de comunicación y televisión y empresaria[15]
- Stephanie Weil, directora ejecutiva de Miss Sudáfrica[15]

### Finales
- Leandie du Randt, actriz y personalidad de televisión[15][16]
- Lerato Kganyago, personalidad de los medios de comunicación y televisión y empresaria[15][16]
- Rolene Strauss, Miss Sudáfrica 2014 y Miss Mundo 2014[16]
- Jo-Ann Strauss, Miss Sudáfrica 2000[16]
- Thembi Seete, actriz y músico[16]

## Controversia
Chidimma Adetshina se retiró de la competencia debido a una controversia sobre su nacionalidad.